# John Beresford (polospiller)
John George Beresford (5. december 1866 i Newcastle upon Tyne - 31. januar 1944 i Washington) var en britisk polospiller som deltog i OL 1900 i Paris.
Beresford blev olympisk mester i polo under OL 1900 i Paris. Han var med på holdet Foxhunters Hurlingham som vandt poloturneringen. Holdet bestod af spillere fra både Storbritannien og USA. De andre på holdet var Denis St. George Daly og Alfred Rawlinson fra Storbritannien og Foxhall Parker Keene og Frank MacKey fra USA.